# Ultevis fjällurskog
Ultevis fjällurskog este o arie protejată (arie specială de conservare — SAC, sit de importanță comunitară — SCI) din Suedia întinsă pe o suprafață de 117.203,3 ha, integral pe uscat.

## Localizare
Centrul sitului Ultevis fjällurskog este situat la coordonatele 67°04′39″N 18°58′54″E / 67.0774°N 18.9818°E.

## Înființare
Situl Ultevis fjällurskog a fost declarat sit de importanță comunitară în decembrie 1995 pentru a proteja 3 specii de plante și 3 specii de animale. Situl a fost protejat și ca arie specială de conservare în decembrie 2009.

## Biodiversitate
Situată în ecoregiunile alpină și boreală, aria protejată conține 17 habitate naturale: Taiga vestică, Păduri nordice subalpine/subarctice cu Betula pubescens ssp. czerepanovii, Pante stâncoase calcaroase cu vegetație casmofită, Mlaștini turboase de tranziție și turbării mișcătoare, Păduri fino-scandinave bogate în ierburi cu Picea abies, Turbării Aapa, Păduri de conifere pe eskere fluvioglaciare sau legate la acestea, Mlaștini împădurite, Pășuni din zone de pădure fino-scandinave, Râuri naturale fino-scandinave, Cursuri de apă de la nivel de câmpie la nivel montan, cu vegetație Ranunculion fluitantis și Callitricho-Batrachion, Pajiști boreale și alpine pe substrat silicios, Râuri de munte și vegetația erbacee de pe malurile acestora, Lacuri și iazuri distrofice naturale, Tufărișuri subarctice cu Salix spp., Pajiști alpine și boreale, Păduri aluvionare cu Alnus glutinosa și Fraxinus excelsior (Alno-Padion, Alnion incanae, Salicion albae).
La baza desemnării sitului se află mai multe specii protejate:
- plante (3): Calypso bulbosa, Meesia longiseta, Ranunculus lapponicus
- mamifere (3): gluton (Gulo gulo), vidră de râu (Lutra lutra), râs eurasiatic (Lynx lynx)